# Małka Popowa kapa
Małka Popowa kapa (bułg. Малка Попова капа) – szczyt pasma górskiego Riła, w Bułgarii, o wysokości 2180 m n.p.m.